# 高商前駅
高商前駅（コサンチョンえき）は、かつてソウル特別市城北区鍾岩洞にあった京春線の鉄道駅（廃駅）である。1957年に廃止された。駅名の高商は近隣にあった京城高等商業学校（1945年廃校）の略称である。

## 歴史
- 1939年7月20日：開業[1]
- 1957年：廃止

## 隣の駅
城東駅 - 高商前駅 - 月谷駅